# Теория обработки социальной информации Дж. Уолтера
Теория обработки социальной информации (Social Information Processing) — это теория межличностных коммуникаций и медиа-исследований, разработанная Джозефом Уолтером в 1992 году. Данная теория объясняет возможность обработки информации в сфере сетевых социальных систем, а также изучает межличностное общение в режиме онлайн при отсутствии невербальных сигналов.  Важно отметить, что данный термин традиционно относится к коммуникациям, существующим в формате компьютерной среды, таким как электронные письма, чаты, мгновенные сообщения).
Теория обработки социальной информации утверждает, что онлайн-межличностные отношения могут демонстрировать те же характеристики, что и межличностные отношения, так называемые отношения Face-to-Face. Данные взаимоотношения индивидов в формате онлайн помогают облегчить коммуникацию, которая не произошла бы в связи с географическим фактором, фактором межгрупповой тревоги .

## История происхождения
С момента появления глобальной сети Интернет, возрос интерес к изучению его влияния на взаимоотношения людей и их способа общения между собой. Исследователями было проделано множество попыток формализовать теорию, которая объясняет природу онлайн-взаимодействий. В то время как более ранние теории были сфокусированы больше на негативных аспектах (например, часто изображая онлайн-коммуникации как потерю персональности), поздние теории, в свою очередь,  становились более оптимистичными, характеризуя участников общения в сети, как способных производить впечатления и строить отношения с другими коммуникаторами.
Теория Джозефа Уолтера, чьи исследования были направлены на изучение социальной и межличностной динамики компьютерно-опосредованного общения  в группах, основывалась на том,  что посредством компьютерной коммуникации пользователи могут адаптироваться к этой закрытой среде и эффективно использовать ее для развития близких отношений.
Уолтер понимал, что для описания природы онлайн-общения необходима новая теория. Теория обработки социальной информации фокусируется на социальных процессах, которые происходят, когда два или более человека осуществляют  коммуникацию посредством электронных носителей. Он утверждает, что если взаимодействующие общаются достаточное количество времени, в достаточном объеме и привнося определенный смысл, невербальная коммуникация становится второстепенной в развитии отношений.

## Основные положения теории

### Формы представления себя
Одним из наиболее важных аспектов онлайн-взаимодействия является презентация себя. Тори Хиггинс  описал три основные формы «Я»: фактическое «Я», идеальное «Я» и вынужденное «Я». Таким образом, фактическое " Я "- это набор качеств и характеристик, которыми человек действительно обладает, в то время как идеальное «Я» содержит те черты, которые человек надеется когда-нибудь достичь. А вынужденное «Я» имеет те характеристики, которыми человек, как он полагает, должен обладать в силу той или иной ситуации.
В 2002 году Джон Барг , социальный психолог, исследователь роли автоматизма и бесознательной обработки в социальном поведении, провел эксперимент, чтобы проверить, как на самом деле «фактическое «Я» и «истинное «Я» выражаются людьми при непосредственном общении и во время компьютерно-опосредованной коммуникации. Он обнаружил, что «фактическое «Я» проявлялось более открыто во время общения Face-to-Face, в то время как под «истинным «Я»  люди были более всего склоны к общению в онлайн-среде. Таким образом, результатом исследования стал вывод о том, что люди, как правило, склонны к взаимной симпатии и взаимодействию больше, когда они встречаются в интернете, а не лицом к лицу.

### Фазы самопрезентации
Теория обработки социальной информации описывает компьютерно-опосредованную коммуникацию как процесс, включающий три фазы: безличностную, межличностную и, наконец, гиперличностную.
В безличностной фазе, из-за отсутствия невербальных сигналов,  коммуникация с использованием цифровых носителей больше ориентирована на решение определенных задач, чем на традиционное общение с кем-либо (например, авторские блоги). Поскольку информационное наполнение не зависит от социального и эмоционального влияния, оно склонно к  рациональности и избавлено от психологического влияния со стороны других людей.
В межличностной фазе наличие невербальных сигналов является достаточно скудным, однако по мере увеличения времени общения, соответственно, увеличивается и объем обмена социальной информацией. А ожидание дальнейшего общения может заставить коммуникаторов искать больше информации  друг о друге. Таким образом, данный механизм приводит к взаимной открытости, душевному равновесию и восприимчивости, как и в коммуникации Face-to-Face.
В гиперличностной фазе адресант использует процесс выборочной самопрезентации. Люди, взаимодействующие в интернете, имеют возможность произвести благоприятное впечатление на других, потому, что могут решить, какой именно информацией они хотели бы поделиться о себе. Выборочная самопрезентация, как правило, не происходит при межличностном общении, в связи с возможностью людей анализировать по поведению, жестам и мимике черты характера другого человека. Когда люди общаются посредством социальных сетей, то они имеют тенденцию идеализировать своего собеседника, воспроизводя, усиливая и потенциально преувеличивая его качества, при этом, асинхронный характер такого вида коммуникации (т.е. позволяющий отвечать на сообщение не мгновенно)  позволяет участникам онлайн-разговора думать о тексте в письмах перед их отправкой, переписывать его для ясности или значительности, — как результат: собеседник получает сообщения более высокого качества.

### Понятие близости
Джозеф Уолтер убежден, что ключевым понятием в концепции близости является время в течение которого собеседники отвечают на сообщения друг друга, и это - ключевой фактор, определяющий, могут ли их взаимоотношения достичь того же уровня близости, что те, которые развиваются вне интернета. При этом проблема заключается не в объеме информации, которой произошел обмен, а скорее в темпах накопления данной информации. Любое сообщение, произнесенное лично — в 4 раза производительнее, чем интернет-сообщение: при сравнении, по темпам сближения 10 минут разговора лицом-к-лицу равны 40 минутам в сети. Таким образом, ожидаемое взаимное общение в сети мотивирует пользователей дольше проводить время в интернете и развивать отношения там. Однако, теория обработки социальной информации говорит, что быстрый ответ символизирует заинтересованность в новых отношениях или бизнес-контексте, а, более того,  запоздалый ответ может указывать на высокую восприимчивость и сильную симпатию в отношениях.

### Концепция гарантирования
Уолтер  заметил, что после онлайн-общения люди встречаются вне сети, и этот опыт бывает как положительным, так и отрицательным. Для объяснения теории данного процесса ученые принимают оригинальную концепцию гарантирования, которая гласит, что при наличии анонимности человек может потенциально искажать информацию о себе.Однако с введением интернет-сайтами социальных медиа, таких как Facebook, Twitter, и LinkedIn, ВКонтакте, Одноклассники,  есть много возможностей создать свой собственный профиль с фотографиями, видео, записями и комментариями,  по которым человек может сделать вывод о характере собеседника. Например, если человек описывает себя как спокойного, сдержанного человека, но друзья добавляют его фотографии в баре с большой группой друзей, то эти две идеи противоречат друг другу. То, как человек воспринимает это противоречие, и является основной идеей теории Уолтера.

### Синхронная и асинхронная коммуникация
Синхронная коммуникация относится к взаимодействиям, которые происходят в режиме реального времени, когда участники разговора активно общаются одновременно в интернете. Примерами синхронной онлайн-связи могут служить платформы обмена мгновенными сообщениями (WhatsApp, Telegram), а также интернет-телефония (FaceTime, Skype). Асинхронная коммуникация, с другой стороны, возникает, когда участники диалога не подключены к сети, и сообщения ждут ответа в течение определенного времени. Примеры асинхронной связи в интернете включают голосовые сообщения, сообщения электронной почты, блоги и сайты социальных сетей. Синхронные формы коммуникации, в отличие от асинхронных,  позволяют увеличить взаимодействие между собеседниками, позволяя участникам чувствовать более сильное чувство связи, присутствия, идентификации и социальной осведомленности в разговоре.

## Применение

### Интернет-маркетинг
В бизнес-контексте обработка социальной информации используется для изучения влияния вирусного маркетинга на внедрение продуктов и услуг через Интернет. На данный момент уделяется особое внимание теории обработки социальной информации применительно к реальным мероприятиям в сфере интернет-маркетинга и продвижения товаров и услуг, поскольку социальные сети все чаще признаются в качестве важного источника информации, влияющего на принятие решений и на поведенческие реакции покупателей. Теория обработки социальной информации объясняет многие процессы межличностных взаимовлияний, которые и являются отличительной чертой вирусного маркетинга, а социальные сети в данном случае выступают в качестве важного источника информации о предпочтениях людей.

### Онлайн-знакомства
Исследователи Николь Эллисон, Ребекка Хейно и Дженнифер Гиббс провели исследование и сформулировали свою собственную теорию в статье «Управление впечатлениями в Интернете: процессы самопрезентации в среде онлайн-знакомств», в которой использовалась теория обработки социальной информации для изучения развития современных отношений от онлайн-знакомства до становления близкими партнерами.

### Онлайн-образование
Сейчас становятся все более популярными онлайн-курсы благодаря их возможности происходить в любое время и в любом месте. Теория обработки социальной информации также используется для изучения процесса обучения в онлайн-классах. Главным предметом исследований являются способы, с помощью которых студенты развивают отношения с преподавателем и друг с другом, а также, посредством каких именно инструментов  (с синхронной/асинхронной связью) предпочтителен процесс обучения.

## Критика
Несмотря на то, что теория обработки социальной информации предлагает более оптимистичную перспективу восприятия и анализа интерактивных взаимодействий в онлайн-среде, теория не лишена критики. Многие из первоначальных гипотез Уолтера основывались на предположении, что позитивное социальное поведение будет иметь большее проявление при коммуникации Face-to-Face, чем в сети, полагая, что любые первоначальные различия исчезнут со временем. Уолтер с удивлением обнаружил, что его результаты противоречат собственной теории: вне зависимости от временных рамок, группы людей, взаимодействующие с помощью интернета были оценены выше по многим показателям, демонстрируя большую склонность к родственной коммуникации, чем группы, взаимодействующие на личном уровне.
Хотя если, согласно Уолтеру, пользователям онлайн-сервисов не чужды те же межличностные потребности как и тем, кто общается лично, то  проблема отсутствия визуальных сигналов у первых должна быть преодолена с течением времени. Таким образом, требуется все больше времени для того, чтобы онлайн-собеседники узнали друг друга. Однако Мартин Танис и Том Постмес, исследуя природу социальных знаков и впечатлений в компьютерно-опосредованной коммуникации, обнаружили, что когда первоначальные впечатления отрицательны, то совершенно сомнительно, что люди продолжат общение в сети в дальнейшем.